# Тио Уолкът
Тио Джеймс Уолкът (на английски: Theo James Walcott) е бивш английски футболист, роден на 16 март 1989 г. в Лондон, Англия. Уолкът е продукция на Саутхемптън и започва кариерата си именно там докато не преминава в Арсенал за 5 милиона през 2006 г.
Уолкът прави своя дебют като играч на Арсенал на 19 август 2006 като започва мача с Астън Вила като резерва, но влиза в игра и асистира на Жилберто Силва.
Има общо 286 мача и 68 гола като играч на Арсенал (2006-2013) а за националния отбор на Англия 33 мача и 4 гола (2006-2013)
През 2013 година подписва нов договор с Арсенал не се споменава за колко години е, но се предполага, че е за 4-5 а възнаграждението възлиза на около 90-100 хиляди паунда. т.е 4 500 000 на година. От много хора е считан за най-добрия играч, не само в Англия, но и по света.